# Вищий земельний суд

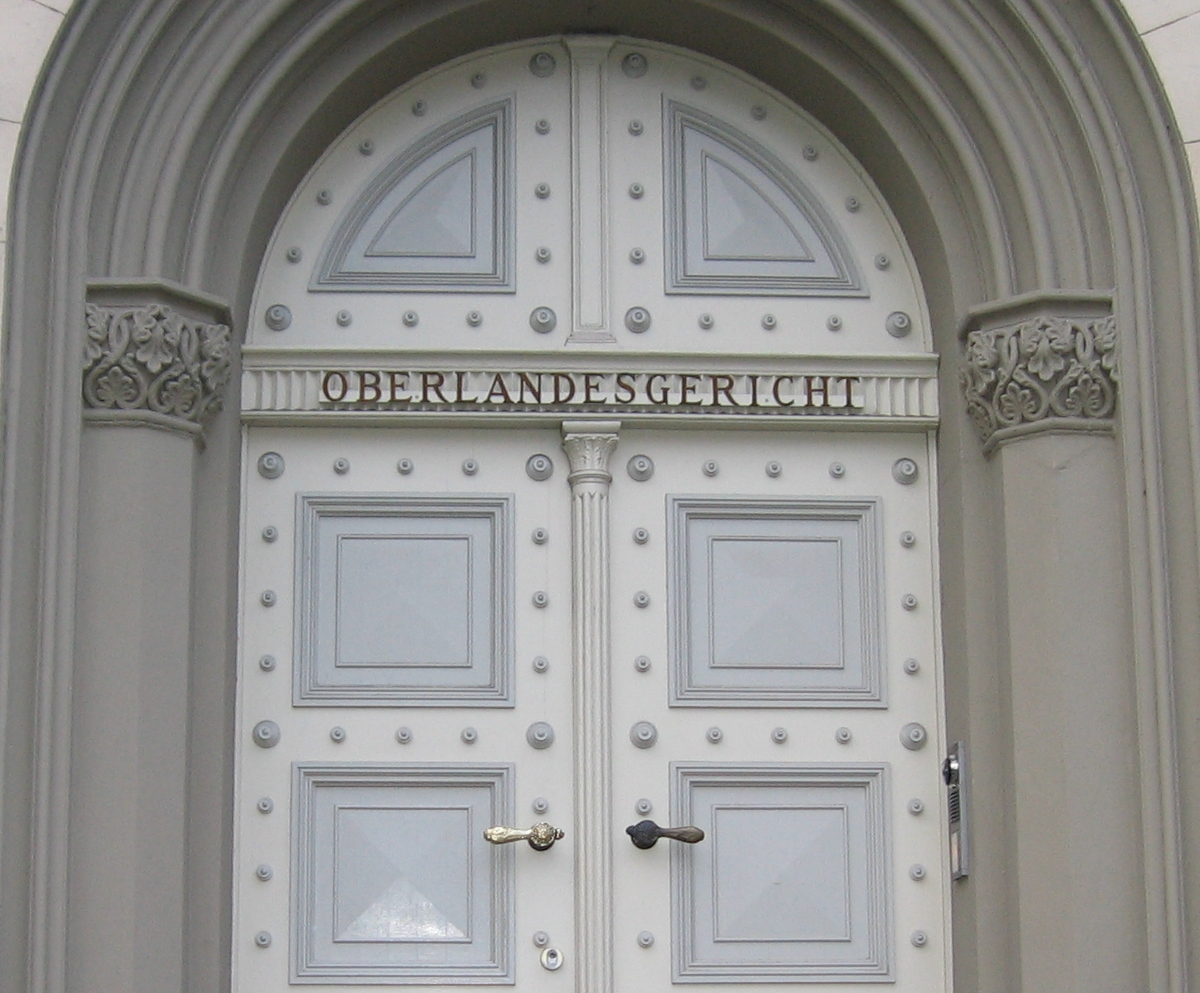
Вхід до будівлі Вищого земельного суду в Целле.

Вищий земельний суд (нім. Oberlandesgericht) у Німеччині та Австрії — суд загальної юрисдикції (нім. ordentliche Gerichtsbarkeit). У Швейцарії та Ліхтенштейні подібну роль відіграють вищі суди.

## Вищі земельні суди в Німеччині
У Німеччині вищі земельні суди підпорядковуються тільки Верховний Суд. У регіональному підпорядкуванні Вищого земельного суду перебувають локальні земельні суди, розташовані на його території.
Кожна з 16 федеральних земель Німеччини має принаймні по одному вищому суду, в Баден-Вюртемберзі, Рейнланд-Пфальці — по два, в Баварії, Нижній Саксонії і Північному Рейні-Вестфалії — по три. Всього у ФРН є 24 вищих земельних судів.
| Вищий земельний суд                           | Розташування          | Земля                        |
| --------------------------------------------- | --------------------- | ---------------------------- |
| Вищий земельний суд Гамма                     | Гамм                  | Північний Рейн-Вестфалія     |
| Вищий земельний суд Мюнхена                   | Мюнхен                | Баварія                      |
| Вищий земельний суд Штутгарта                 | Штутгарт              | Баден-Вюртемберг             |
| Вищий земельний суд Франкфурта-на-Майні       | Франкфурт-на-Майні    | Гессен                       |
| Вищий земельний суд Дюссельдорфа              | Дюссельдорф           | Північний Рейн-Вестфалія     |
| Вищий земельний суд Карлсруе                  | Карлсруе              | Баден-Вюртемберг             |
| Вищий земельний суд Дрездена                  | Дрезден               | Саксонія                     |
| Вищий земельний суд Кельна                    | Кельн                 | Північний Рейн-Вестфалія     |
| Вищий земельний суд Целле                     | Целле                 | Нижня Саксонія               |
| Камерний суд                                  | Берлін                | Берлін                       |
| Вищий земельний суд Нюрнберга                 | Нюрнберг              | Баварія                      |
| Вищий земельний суд Шлезвіг-Гольштайна        | Шлезвіг               | Шлезвіг-Гольштейн            |
| Вищий земельний суд Кобленца                  | Кобленц               | Рейнланд-Пфальц              |
| Вищий земельний суд Бранденбурга              | Бранденбург-на-Гафелі | Бранденбург                  |
| Вищий земельний суд Ольденбурга               | Ольденбург            | Нижня Саксонія               |
| Вищий земельний суд Наумбурга                 | Наумбург              | Саксонія-Ангальт             |
| Вищий земельний суд Бамберга                  | Бамберг               | Баварія                      |
| Thüringer Oberlandesgericht                   | Єна                   | Тюрингія                     |
| Ганзейський вищий регіональний суд            | Гамбург               | Гамбург                      |
| Вищий земельний суд Ростока                   | Росток                | Мекленбург-Передня Померанія |
| Вищий регіональний суд Пфальца у Цвайбрюккені | Цвайбрюккен           | Рейнланд-Пфальц              |
| Вищий земельний суд Брауншвейга               | Брауншвейг            | Нижня Саксонія               |
| Саарський вищий земельний суд                 | Саарбрюкен            | Саарланд                     |
| Ганзейський вищий земельний суд Бремена       | Бремен                | Бремен                       |

## Вищі земельні суди в Австрії
| Вищий земельний суд         | Розташування | Земля                              |
| --------------------------- | ------------ | ---------------------------------- |
| Oberlandesgericht Graz      | Ґрац         | Каринтія і Штирія                  |
| Oberlandesgericht Innsbruck | Інсбрук      | Форарльберг і Тіроль               |
| Oberlandesgericht Linz      | Лінц         | Зальцбург і Верхня Австрія         |
| Oberlandesgericht Wien      | Відень       | Нижня Австрія, Бургенланд і Відень |

## Вищі земельні суди другого рейху, Веймарської республіки і Третього рейху
В Пруссії
- Вищий земельний суд Кенігсберга (Oberlandesgericht Königsberg) (Східна Пруссія)
- Вищий земельний суд Марієнвердера (Oberlandesgericht Marienwerder) (Західна Пруссія)
- Вищий земельний суд Позена (Oberlandesgericht Posen) (Позен) (до 1919 року)
- Вищий земельний суд Штеттіна (Oberlandesgericht Stettin) (Померанія)
- Вищий земельний суд Бреслау (Oberlandesgericht Breslau) (Сілезія, до 1919 року — Нижня Сілезія і Верхня Сілезія (до 1941 року))
- Вищий земельний суд Каттовіца (Oberlandesgericht Kattowitz) (Верхня Сілезія) (від 1941 року)
- Камерний суд (Kammergericht) (Бранденбург, від 1920 року — Бранденбург і Великий Берлін)
- Вищий земельний суд Наумбурга (Oberlandesgericht Naumburg) (Саксонія)
- Вищий земельний суд Кіля (Oberlandesgericht Kiel) (Шлезвіг-Гольштейн)
- Вищий земельний суд Целле (Oberlandesgericht Celle) (Ганновер)
- Вищий земельний суд Гамма (Oberlandesgericht Hamm) (Вестфалія)
- Вищий земельний суд Кельна (Oberlandesgericht Köln) (Рейнська провінція)
- Вищий земельний суд Франкфурта-на-Майні (Oberlandesgericht Frankfurt am Main) (Гессен-Нассау)

У Мекленбурзі
- Вищий земельний суд Ростока (Oberlandesgericht Rostock)

У Саксонії
- Вищий земельний суд Дрездена (Oberlandesgericht Dresden)

В Тюрингії
- Тюринзький вищий земельний суд (Thüringer Oberlandesgericht)

В ганзейських містах
- Ганзейський вищий земельний суд (Hanseatisches Oberlandesgericht)

В Ольденбурзі
- Вищий земельний суд Ольденбурга (Oberlandesgericht Oldenburg)

В Брауншвейзі
- Вищий земельний суд Брауншвейга (Oberlandesgericht Braunschweig)

У Гессені
- Вищий земельний суд Дармштадта (Oberlandesgericht Darmstadt)

У Бадені
- Вищий земельний суд Карлсруе (Oberlandesgericht Karlsruhe)

У Вюртемберзі
- Вищий земельний суд Штутгарта (Oberlandesgericht Stuttgart)

У Баварії
- Баварський вищий земельний суд (Bayerisches Oberstes Landesgericht)
  - Вищий земельний суд Мюнхена (Oberlandesgericht München)
  - Вищий земельний суд Бамберга (Oberlandesgericht Bamberg)
  - Вищий земельний суд Нюрнберга (Oberlandesgericht Nürnberg)
  - Вищий земельний суд Аугсбурга (Oberlandesgericht Augsburg)
  - Вищий земельний суд Цвайбрюккена (Oberlandesgericht Zweibrücken)

У райхсгау
- Вищий земельний суд Позена (Oberlandesgericht Posen) (райхсгау Вартеланд) (від 1939 року)
- Вищий земельний суд Данціга (Oberlandesgericht Danzig) (райхсгау Данціг-Західна Пруссія) (від 1939 року)
- Вищий земельний суд Відня (Oberlandesgericht Wien) (райхсгау Відень, райхсгау Нижній Дунай) (з 1938 року)
- Вищий земельний суд Інсбрука (Oberlandesgericht Innsbruck) (райхсгау Тіроль-Форарльберг) (від 1938 року)
- Вищий земельний суд Ґраца (Oberlandesgericht Graz) (райхсгау Штирія) (від 1938 року)
- Вищий земельний суд Лінца (Oberlandesgericht Linz) (райхсгау Верхній Дунай, райхсгау Зальцбург, райхсгау Каринтія) (від 1938 року)
- Вищий земельний суд Лейтмеріца (Oberlandesgericht Leitmeritz) (райхсгау Судетенланд) (з 1938 року)

## Вищі земельні суди в НДР
- Камерний суд (Kammergericht) (Східний Берлін та Бранденбург)
- Вищий земельний суд Галле (Oberlandesgericht Halle) (Саксонія-Ангальт)
- Вищий земельний суд Гери (Oberlandesgericht Gera) (від 1950 року — Вищий земельний суд Ерфурта (Oberlandesgericht Erfurt)) (Тюрингія)
- Вищий земельний суд Шверіна (Oberlandesgericht Schwerin) (Мекленбург)
- Вищий земельний суд Дрездена (Oberlandesgericht Dresden) (Саксонія)